# Data obliterata
Data obliterata är en fjärilsart som beskrevs av W. Warren 1911. Data obliterata ingår i släktet Data och familjen nattflyn. Inga underarter finns listade i Catalogue of Life.